# KF-16
KF-16은 대한민국 공군의 주력 F-16 전투기이다. 1985년부터 추진된 차세대 전투기 사업(KFP 사업)으로 진행되어 1차 사업으로 120대, 2차 사업으로 20대 등 총 140대가 도입되었다. 초기에는 삼성항공이 사업을 맡아 면허 생산하다가 삼성항공, 대우항공, 현대항공이 통폐합되면서 새로 설립된 한국항공우주산업으로 넘어갔다.
이후 부품 2,500개 정도가 변경되어 국내 면허 생산한 F-16 C/D 블록 52 기체에 KF-16이란 제식 명칭을 사용하였다.

## 한국의 F-16 도입

### F-16C/D(PB) 블록 32
1970년대 말부터 F-16A/B 도입 시도를 하였으나 여러 번의 우여곡절을 거친 끝에 1980년대 F-16C/D 블록 32으로 결정, 1986년 피스브릿지(Peacebridge) 사업을 통해 도입을 시작, 1988년 복좌형인 D형을 4대를 추가 구매해 현재까지 총 40대가 도입되었다. 이후 2010년대 초반 F-16PB의 경우 F-16PBU로 성능 개량 사업(업그레이드)을 진행하였고 2014년에 실전배치하였다. F-16PB 및 PBU의 경우 운용 중 사고로 6기를 손실하여 2022년 현재는 34대의 F-16PBU를 운용하고 있다.

### KF-16C/D 블록 52
KF-16C/D 블록 52는 F-16C/D(PB) 블록 32와 똑같이 C,D형 기종이다. 이 때문에 블록 32을 PB로 부르고 KF-16은 블록 52로 부르는 방식으로 두 기종을 구분한다.
한국은 북한이 1988년과 1989년 사이 평양 방공용으로 미그-29기 22대를 도입하자, F-15 도입을 추진하였다. 그러나 미국이 일본의 F-15J에 자극받아 F-15 판매를 불허하여, F-15가 아닌 F-16과 F-18을 고려하게 되었다. 1991년 F-18로 결정되었으나, 당시 맥도널 더글러스사가 F-18의 가격을 25% 인상해 대상기종을 F-16으로 변경하게 되었다. 이로 인하여 맥도널 더글라스는 자금난에 시달리다가 결국 보잉사에 인수 합병을 당한다. 당시 F-16 블록 52는 최초의 29,000 파운드급 엔진을 장착한 강력한 성능이 어필되었으며, 대함미사일인 하푼 등의 운용도 강점이었다. 전투기 도입 사상 처음으로 항전 소프트웨어에 대한 기술 이전과 함께, T-50 골든이글 고등훈련기/경공격기 개발 사업에 개발기술 협조를 약속받았다. KF-16 사업은 당시 재벌기업 사이의 물량을 확보하기 위한 경쟁을 통해 삼성항공에서 획득하게 되었다.

### KF-16C/D 블록 52 후기형
1997년 김영삼 정부 말 IMF가 일어나면서 도입이 지연되었다. 이후 김대중 정부에서 당시 부실 기업들의 항공 사업 부분을 통합 합병해 KAI라는 항공 회사를 만들고, 무기 계열화를 통해 일정 기간 이들 통합 방산업체들의 해당 분야의 사업 물량을 인정해 주는 방법을 선택하게 된다. 이는 지나친 경쟁으로 인해 부실화 되는 방산업체들을 고려한 결정이었다. 그러나 KAI는 정부가 만든 회사이니, 사업물량도 책임지라는 주장을 하게 되었고, 정부는 T-50과 KFX 사업이 시작되기전 KAI의 물량확보를 위해 20대의 KF-16C/D 블록 52 후기형을 추가생산할 것을 결정하게 된다. 특히 F-15K 도입 사업이었던 FX사업 대신 KF-16을 추가생산 하자는 논의도 총리실 일각에서 진행된 것으로 알려지고 있다. 블록 52 후기형에는 기존 KF-16에 달린 AN/APG-68(v)5가 아닌 AN/APG-68(v)7 레이다가 장착되었다.

## 개량사업
대한민국의 방위사업청은 KF-16 전투기 개량형 사업 획득방안에 대한 선행연구를 착수하였다. 특히 KF-16의 운용 기대 수명을 2038년까지 늘려잡고 있기에, 그간 KF-16의 짧은 잔여수명으로 인해 머뭇거려졌던 개량사업에 관심이 집중되고 있다.

### JDAM운용 능력 부여
미군의 F-16 개량사업인 CCIP개수를 한국 공군도 하려고 했으나, 막대한 예산이 소요됨으로 예상됨에 따라 미션 컴퓨터 용량 부족과 데이터버스 라인의 한계로 기존에 사용이 불가능했던 JDAM을 운용할 수 있도록 추진하였다.
2011년 4월, 공군의 직도사격장 실사격 성공과 한국 공군이 운용하는 모든 KF-16에 관련 소프트웨어 영구 업로딩 및 조종사 교육완료로 JDAM실전능력을 확보하였다.

### 레이다 교체 사업
KF-16의 최신형 AESA 레이다 교체 사업 후보로는 레이시온의 RACR(AESA)레이다 가 있으며, 노스롭 그루먼의 SABR(AESA) 레이다도 있다. 처음에 레이시온으로 계약했다가, 이후에 노스롭 그루먼으로 계약이 변경되었다. RACR과 SABR 등의 최신형 AESA 레이다들은 한국 시장의 KF-16을 최초 고객으로 보고 있어 해외의 F-16 운용국가에서도 높은 관심의 대상이다. 결국 KF-16의 최신형 AESA 레이다로는 미국 노스롭 그루먼의 AN/APG-83 SABR가 우선협상대상자로 선정되었고, 최종적으로 채택되었다.

### 2020년
2020년 3월 30일, 미국 국부무가 한국에 F-16 전투기 업그레이드를 위한 장치 판매를 승인했다고 미 국방부 산하 국방안보협력국(DSCA)이 밝혔다. 판매 규모는 총 1억9400만달러(약 2374억원)다. DSCA는 한국이 모드5 IFF와 링크16을 비롯해 ARC-238 라디오, AN/APX-126 복합 송수신기, 합동임무계획(JMPS) 등 관련 장비들의 업그레이드를 요청했다고 밝혔다.

### KF-16C/D 블록 72
2021년 5월, KF-16C 블록 50, KF-16D 블록 52 133대 전체를 KF-16C 블록70, KF-16D 블록 72로 업그레이드 하고 있다. 이미 10대 미만의 전투기가 개량을 완료하고 공군기지에 배치되었으며, 10여대가 국내 공군 모 정비창에서 개량중이다. 대만이 F-16V 바이퍼 블록 70/72 버전을 66대 구매했는데, 한국도 KF-16 133대 전체를 F-16V 바이퍼로 개량중이다.

## 대한민국 공군의 KF-16 성능

### 전자전기
2인승 KF-16D에 AN/ALQ-200K 국산 재밍 포드를 장착해 전자전기로 사용한다. 재밍 포드는 적의 지대공 미사일 레이더를 무력화시킨다. 미국의 노스럽 그러먼 EA-6B 프라울러와 그 후속기인 보잉 EA-18G 그라울러 전자전기는 AN/ALQ-99 재밍 포드를 최대 5개 장착하는데, KF-16D는 몇 개까지 장착하는지는 알려지지 않았다. ALQ-88K(AK)보다 전파 교란 능력이 크게 향상되었다. ADD가 사업비 수백억원을 들여 2000년부터 개발에 착수했으며, 2004년 말 군 시험 평가를 성공리에 마쳤다.
KF-16, F-15K가 적 지대공 미사일을 공격할 경우, 전자전기가 붙어서 적 지대공 미사일 레이더를 무력화해야만 한다. 그러나 F-35A 스텔스 전투기는 전자전기가 지원할 필요가 없이, 단독으로 적 지대공 미사일을 파괴할 수 있다.
AN/ALQ-200K 국산 재밍 포드는 KF-21 전투기에도 사용될 것이라고 한다.

## 제원 (F-16PB 및 KF-16)
F-16PB의 경우 F-16C/D block 30/32의 직도입기이며 F-16PB는 전량 KF-16급으로 2010년대 개량했다. KF-16은 F-16C/D block 50/52로 소수의 기체는 직도입도 했지만 상당수는 면허생산했다.
F-16PB의 주요 개량 내용으로 2010년대 개량으로 AIM-120 암람 운용 등의 정밀 유도무기를 운용이 가능하도록 엔진을 제외한 전자장비를 신규로 교체하는 등의 대폭 개량했다.
아래의 제원의 경우 F-16PB 개량 이전 기준이다.
일반 제원
- 승무원 : 1명(단좌), 2명(복좌)
- 기체 길이: 14.8 m
- 폭 : 9.8 m
- 높이 : 4.8 m
- 순 기체 중량 : 8270 kg
- 만재 중량 : 12,000 kg
- 최대 이륙 중량 : 19,200 kg
- 엔진 : 프랫 & 휘트니 F100-PW-220 또는 제네럴 일렉트릭 F110-GE-100 1개(F-16PB)
프랫 & 휘트니 F100-PW-229 또는 제네럴 일렉트릭 F110-GE-129 1개(KF-16)
- 레이다 : AN/APG-68v2 ~ v3(F-16PB)
AN/APG-68v5 ~ v7(KF-16)
- 제트 엔진 종류 : 후연 터보팬

성능
- 최대 속도 : 마하 2.02 ~ 2.05
- 항속 거리 : 3,200 km
- 최대 상승 고도 : 15,240 m 이상

무장
- 기관포: 1× M61 벌컨 20 mm 개틀링건
- 로켓: CRV-7
- 미사일:
  - 공대공: 6× AIM-9 사이드와인더 또는 6× AIM-120 암람 또는 6×AIM-7 스패로우[7]
  - 공대지: 6× AGM-65 매버릭 또는 4× AGM-88 함
  - 대함: 4× AGM-119 펭귄, 2x AGM-84D 하푼
  - CBU-89 2발,
  - CBU-97 2발,
  - GBU-10 페이브웨이 4발,
  - GBU-12 페이브웨이2 6발,
  - 페이브웨이 레이저 유도 폭탄 시리즈 6발,
  - 통합직격탄(JDAM) 4발,
  - Mk 80 시리즈 4발

## 한국에서의 F-16 손실
- 1993년 이후 한국군의 F-16계열 전투기 손실

몇 가지 주의해서 살펴볼 것으로는, 조종사 사망시는 모두 조종사 과실로 처리된 것을 알 수 있다. 또 현재까지 F-16PB 40대의 기체 중 5대가 추락 및 1대 원인 불명의 손실로 인하여 34대가 운용 중이며, KF-16은 140대 중 7대가 추락하였다. 그러나 연간 손실률은 세계 평균보다 약간 낮은 수준이다.
| 연도   | 월/일     | 기종   | 사고장소 | 조종사생존여부 | 추락원인                                | S/N       |
| ------ | --------- | ------ | -------- | -------------- | --------------------------------------- | --------- |
| 1993년 | 4월 8일   | F-16C  | 공중폭발 | 사망           | 구름속 비행착각                         | 87-(1)655 |
| 1997년 | 8월 6일   | KF-16C | 육지     | 탈출           | 연료도관(Pf4)부식                       | 92-(4)016 |
| 1997년 | 9월 18일  | KF-16C | 육지     | 탈출           | 연료도관(Pf4)부식                       | 92-(4)004 |
| 2001년 | 6월 8일   | F-16D  | 육지     | 탈출           | 터빈블레이드 탈락                       | 84-(1)372 |
| 2002년 | 2월 26일  | KF-16C | 육지     | 탈출           | 터빈블레이드 탈락                       | 93-(4)087 |
| 2002년 | 9월 18일  | F-16D  | 육지     | 탈출           | 연료도관파손                            | 90-(0)938 |
| 2004년 | 11월 19일 | F-16C  | 불명     | 탈출           | 불명                                    | 85-(1)581 |
| 2006년 | 1월 27일  | F-16C  | 육지     | 탈출           | 엔진의 압축기(13단)중 8단이 부러짐      | 85-(1)576 |
| 2007년 | 2월 13일  | KF-16C | 바다     | 탈출           | 엔진정비지시 불이행                     | 93-(4)053 |
| 2007년 | 7월 20일  | KF-16D | 바다     | 사망           | 비행착각(vertigo)                       | 93-(4)117 |
| 2009년 | 3월 31일  | KF-16D | 바다     | 탈출           | 훈련중 실속경보음에 조종사의 집중력부족 | 92-(4)048 |
| 2016년 | 3월 30일  | F-16D  | 육지     | 탈출           | 터빈블레이드 탈락                       | 90-(0)940 |
| 2019년 | 2월 27일  | KF-16D | 바다     | 탈출           | 엔진 연료 주입장치 고장                 | 93-(4)103 |

- 1982년 7월 6일 - 미 공군 소속 F-16기가 추락해 조종사인 커티스 로빈슨 대위가 사망했다.
- 1982년 11월 - 미 공군 소속 F-16기가 추락해 조종사인 테드 하두벨 대위가 사망했다. 이 사건은 조종사의 실수로 판정되었으나, 테드 하두벨 대위의 미망인이 기체에 결함이 있었다면서 제네럴다이나믹스사를 상대로 소송을 걸기도 했다.[9]
- 1991년 7월 17일 - 오전 9시 40분 경북 경주군 양남면 수렴그리 3킬로미터 앞 바다에서 비행중이던 군산비행장 소속 미 공군 F-16 전투기 한 대가 기관 고장으로 추락했다. 조종사 존 레이디 대위(29)와 피터 모이 중사(34)는 비상탈출해 생존했다.[10]
- 1993년 4월 28일 - 오후 2시 55분. 경기도 화성군 양감면 사창4리의 초록산 기슭에서 일본 미자와 공군기지에 주둔하고 있는 미 제432전투비행단 소속 F16 전투기가 비행훈련 중 추락했다. 조종사 큐버 대위는 탈출해 생존했다.[11]
- 1994년 5월 6일 - 오후 2시 20분 충남 보령군 오천면 외연도리 황도 서쪽 3마일 해상에서 훈련비행 중이던 군산 주둔 미 제8비행단 소속 F-16 전투기와 일본 가데나주둔 미 공군소속 F-15 전투기가 충돌, 추락했다. 근해에서 초계근무 중이던 한국 해군함정 3척이 현장에 출동, 탈출한 F-16기 조종사를 구조했으며 F-15 조종사는 실종되었다.[12]
- 1997년 8월 6일 - 오후 1시 56분 비행훈련 중이던 공군 KF-16 전투기 1대가 엔진고장으로 경기도 여주 여주전문대 뒤편 논에 추락했다. 조종사 최원기 소령(36·공사 32기)은 탈출했으며, 연료도관(Pf4)이 부식돼 파열되면서 연료공급이 중단됐기 때문에 일어난 것으로 밝혀졌다.
- 1997년 9월 18일 - 충남 서산시 음암면 도당1리 야산에 훈련 비행 중이던 공군 서산 기지 소속 KF-16 전투기 추락했다. 조종사 탈출하였으며, 연료도관(Pf4)이 부식돼 파열되면서 연료공급이 중단됐기 때문에 일어난 것으로 밝혀졌다.
- 1998년 3월 25일 - 오후 9시 서해상 덕적도 서쪽 45킬로미터 지점에서 주한 미공군 오산 공군기지 제51전투비행단 소속 F-16전투기 1대가 바다에 추락했다. 실종된 조종사는 다음날 26일 오전 8시경 바다에서 숨진 채로 발견되었다.[13]
- 1998년 8월 24일 - 오후 6시10분 강원도 강릉시 강동면 안인진리 안인항 방파제 앞 1킬로미터 해상에서 훈련 중이던 미공군 소속 F-16 전투기 1대가 추락했다. 조종사 머피 데이비드(31) 대위는 비상탈출. 인근 해상에서 전투기 추락을 지켜 본 3톤급 어선 삼원호(선장 부창환·35)에 의해 구조.[14]
- 1999년 8월 11일 오후 6시 15분 전북 군산시 옥서면 미공군 군산기지에서 미 제8전투비행단 소속 F-16 전투기가 훈련 중 원인을 알 수 없는 고장을 일으켜 긴급히 회항, 착륙을 시도하다 인근 야산의 시설물에 부딪혔다.[15]
- 2001년 6월 12일 오후 9시40분 전북 임실군 청웅면 향교리에 야간 훈련 중이던 주한미군 제7공군 소속 F-16 전투기가 추락했다. 조종사는 현장에서 사망했다.[16]
- 2002년 2월 26일 - 충남 서산시 고북면 정자리 A지구 농장에 비행훈련 중이던 공군 제20전투비행단 소속 KF-16 전투기 1대 추락했다. 조종사는 비상탈출했다.
- 2003년 5월 29일 - 오후 8시 10분 경기 오산시 미 공군기지에서 주한 미7공군 소속 F-16 전투기 1대가 야간 비행을 위해 이륙하던 중 활주로 끝 공터에 추락했다. 조종사는 탈출했다.[17]
- 2003년 9월 9일 - 오전 10시 3분 전북 군산시 남서쪽 56마일 해역에서 주한 미공군 35비행대대 소속 F-16 전투기가 통상적인 훈련 중 바다에 추락했다. 조종사는 탈출했다.[18]
- 2007년 2월 13일 - 공군 KF-16 전투기가 충남 보령시 인근 서해 앞바다에 추락했다. 조종사는 탈출하였으며, 공군은 추락 사고의 원인으로 '엔진정비 불량'으로 결론지었다. 이 사건으로 공군기에 대한 총체적인 엔진 정비 불량 실태가 드러나 공군참모총장이 사퇴하였다.
- 2007년 7월 20일 - 공군 KF-16 전투기 1대가 서해상에서 실종되었다.
- 2009년 3월 31일 - 대한민국 서해상에 공군 KF-16 전투기가 추락하는 사고가 발생했다. 조종사는 탈출했다.

## 같이 보기
- F-16
- 미쓰비시 F-2
- T-50
- 4.5세대 전투기